# Radnice v Lomnici

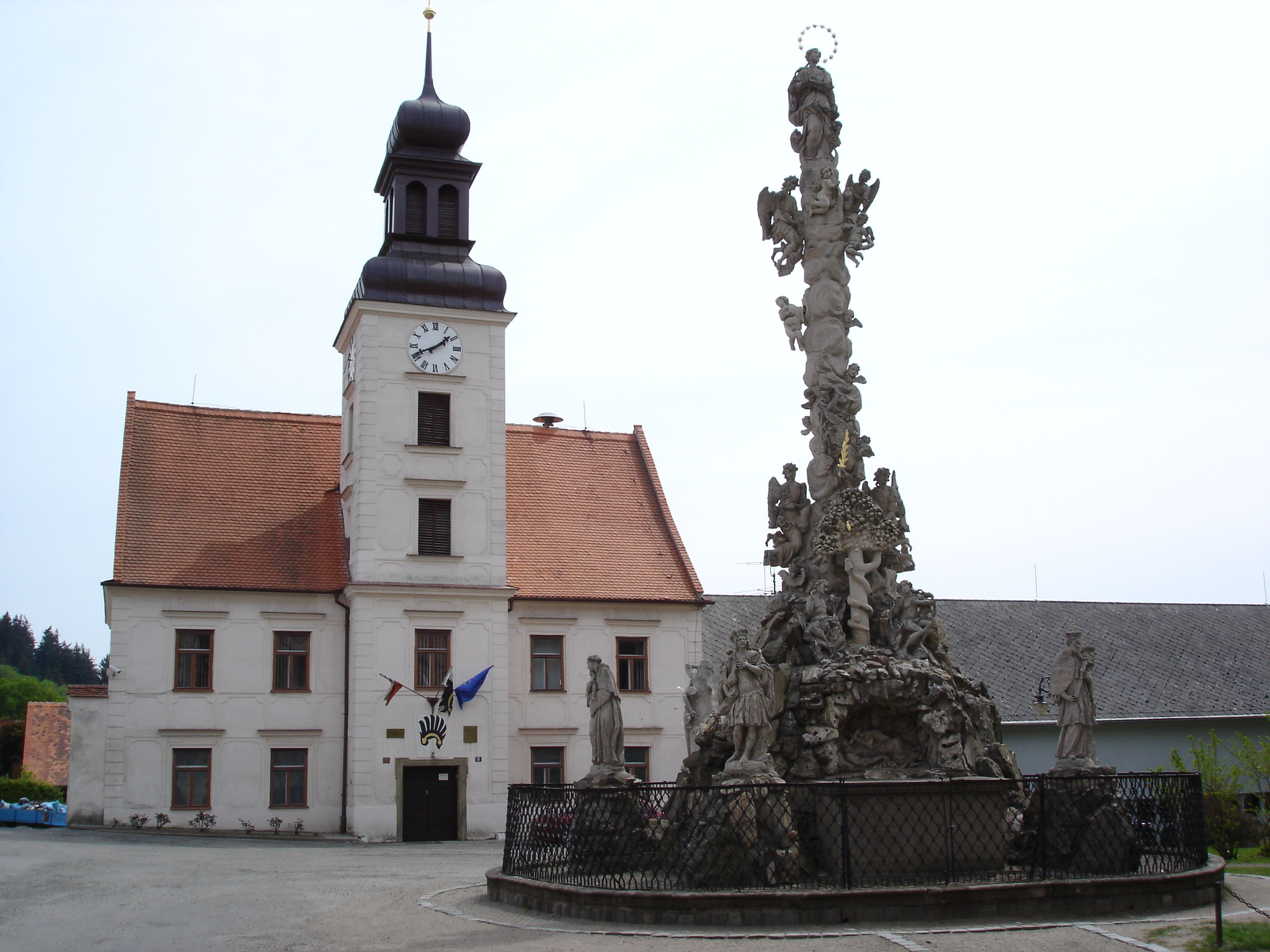
Radnice s Morovým sloupem

Radnice městyse Lomnice je nemovitá kulturní památka České republiky. Nachází se na Palackého náměstí v Lomnici, naproti kostelu Navštívení Panny Marie.
Jedná se o patrovou budovu s předsunutou hranolovou věží, ve které se nachází hodinové cimbály z roku 1766, které byly údajně přeneseny z hodinové věže zdejšího zámku.
Fasáda vychází z manýristických dekorativních zásad v podobě lizénových rámů. Nad vstupním portálem je erb Serényiů.
Radnice byla postavena na popud hraběte Františka Gabriela Serényia. Přesné datum stavby není známo, ale předpokládá se, že vznikla mezi léty 1669–1680, protože z této doby pochází první zmínka o radnici, kdy hrabě Serényi vydal městské privilegium, podle kterého nebudou muset lomničtí měšťané „z radhouze žádného platu po všechny časy dávati…“. Stavební práce a vnitřní vybavení byly dokončeny k roku 1680. Od svého dokončení je nepřetržitě sídlem správy obce.
Naplánovaný celek náměstí byl dotvořen v roce 1710 podle konceptu císařského architekta Giovanniho Pietra Tencally, ve kterém dal lomnickým památkám jednotný barokní ráz.